# Love All Play
《Love All Play》是日本作家小瀨木麻美所著的小說系列，以羽毛球為題材。書名「Love All Play」取自比賽開始時裁判發出的指示。改編電視動畫由2022年4月2日起於讀賣電視台、日本電視台系列逢星期六下午5時30分播映。

## 角色列表

### 主要人物
水嶋亮（聲：花江夏樹（日本）；曹啟謙（香港））
遊佐賢人（聲：谷山紀章（日本）；梁偉德（香港））
榊翔平（聲：阿座上洋平（日本）；李鎮然（香港））
松田航輝（聲：古川慎（日本）；李凱傑（香港））
東山太一（聲：小野賢章（日本）；李致林（香港））
東山陽次（聲：柿原徹也（日本）；黃積權（香港））
内田輝（聲：梶裕貴（日本）；陳灝瑋（香港））
横川祐介（聲：高橋廣樹（日本）；鄧志堅（香港））
於第9話接替一樹成為新任羽球社社長。

### 水嶋家
水嶋一馬（聲：半田裕典（日本）；翟耀輝（香港））
亮的父親。
水嶋朝子（聲：井上麻里奈（日本）；梁少霞（香港））
亮的母親。
水嶋里佳（聲：壽美菜子（日本）；詹健兒（香港））
亮的姊姊。

### 橫濱湊高中
海老原仁（聲：中井和哉（日本）；雷霆（香港））
櫻井花（聲：小松未可子（日本）；廖欣怡（香港））
本鄉一樹（聲：岩澤俊樹（日本）；劉奕希（香港））
橫濱湊高中羽球社社長。
桑名修一（聲：坂征哉（日本）；劉奕希（香港））
小林雅和（聲：富岡佑介（日本）；麥皓豐（香港））
筒井匡（聲：喜屋武和輝（日本）；黃啟昌（香港））
一色大翔（聲：岸尾大輔（日本）；關令翹（香港））
野野村悟（聲：粕谷雄太（日本）；李安邦（香港））
安藤倫太郎（聲：吾妻奎太（日本）；鍾見麟（香港））
神代步美（聲：天希かのん（日本）；羅孔柔（香港））
藤原紗織（聲：山本悠有希（日本）；張頌欣（香港））
田村實（聲：佐藤悠雅（日本）；黃啟昌（香港））
田中悠（聲：喜屋武和輝（日本）；張方正（香港））
吉村琢也（聲：佐藤悠雅（日本）；胡家豪（香港））
橫濱湊高中羽球社副社長。
今村琉（聲：佐藤正幸（日本）；胡家豪（香港））
堀井陽介（聲：安立陽介（日本）；陳耀楠（香港））
一之瀨俊輔（聲：堂島颯人（日本）；鍾見麟（香港））
北陽國中畢業生，於第14話入讀橫濱湊高中並加入羽球社。
司波凜太郎（聲：草野太一（日本）；陳耀楠（香港））
川崎第一國中畢業生，於第14話入讀橫濱湊高中並加入羽球社。
春日智和（聲：三野雄太（日本）；黃啟昌（香港））
湘北第三國中畢業生，於第14話入讀橫濱湊高中並加入羽球社。
的場司（聲：吾妻奎太（日本）；胡家豪（香港））
港南第五國中畢業生，於第14話入讀橫濱湊高中並加入羽球社。
加藤千鶴（聲：高橋雛子（日本）；陳琴雲（香港））
山崎耕佑（聲：泰勇氣（日本）；黃積權（香港））
中村萌（聲：関根有咲（日本）；黃昕瑜（香港））
吉住鑛（聲：泰勇氣（日本）；陳耀楠（香港））
齊藤（聲：（日本）；魏惠娥（香港））

### 仲町台國中
中野靜雄（聲：松風雅也（日本）；陳耀楠（香港））
亮的初中同學。
門田博人（聲：土屋神葉（日本）；胡家豪（香港））
亮的初中同學。
島村老師（聲：石川英郎（日本）；陳卓智（香港））

### 法城高中
岡崎章二（聲：吉野裕行（日本）；關令翹（香港））
有村哲也（聲：小野將夢（日本）；張方正（香港））

### 琦玉雙葉學院
蟹江透（聲：（日本）；潘文柏（香港））
伊達晴臣（聲：鳥海浩輔（日本）；陳卓智（香港））
宮城蓮（聲：泰勇氣（日本）；李安邦（香港））
武田和弘（聲：（日本）；麥皓豐（香港））
高橋昌平（聲：（日本）；關令翹（香港））

### 其他角色
菱川真一（聲：新垣樽助（日本）；鍾見麟（香港））
橫濱渡高中畢業生。
岬省吾（聲：豊永利行（日本）；陳耀楠（香港））
比良山高中羽球隊成員。
榊拓哉（聲：山口太郎（日本）；葉振聲（香港））
翔平的父親。
榊美聰（聲：豊嶋真千子（日本）；曾秀清（香港））
翔平的母親。
東山春香（聲：園崎未惠（日本）；許盈（香港））
太一和陽次的母親。
篠崎結衣（聲：松嶌杏實（日本）；陳皓宜（香港））
內田光（聲：增谷康紀（日本）；潘文柏（香港））
輝的父親。
內田麗（聲：庄司宇芽香（日本）；鄭麗麗（香港））
輝的母親。
千曲川光（聲：瀧藤賢一）
松田慎悟（聲：谷昌樹（日本）；招世亮（香港））
航輝的父親。

## 出版書籍
| 卷數 | Poplar社 | Poplar社     | Poplar社               |
| 卷數 | 副標題   | 發售日期     | ISBN                   |
| ---- | -------- | ------------ | ---------------------- |
| 1    | 不適用   | 2011年5月7日 | ISBN 978-4-59112-268-6 |
| 2    |          | 2012年3月6日 | ISBN 978-4-59112-888-6 |
| 3    |          | 2013年5月1日 | ISBN 978-4-59113-464-1 |
| 4    |          | 2014年3月5日 | ISBN 978-4-59113-935-6 |

## 外部連結
- 電視動畫官方網站（日語）
- 電視動畫的X（前Twitter）（日語）